# Letka (rijeka)
Letka (ruski: Летка) je rijeka u ruskoj republici Komi i Kirovskoj oblasti u Rusiji.
Pritoka je rijeke Vjatke.
Duga je 260 km, a površina njenog porječja je 3680 km2. 
Plovna je u svojem donjem dijelu.